# Rebelião de Wyatt

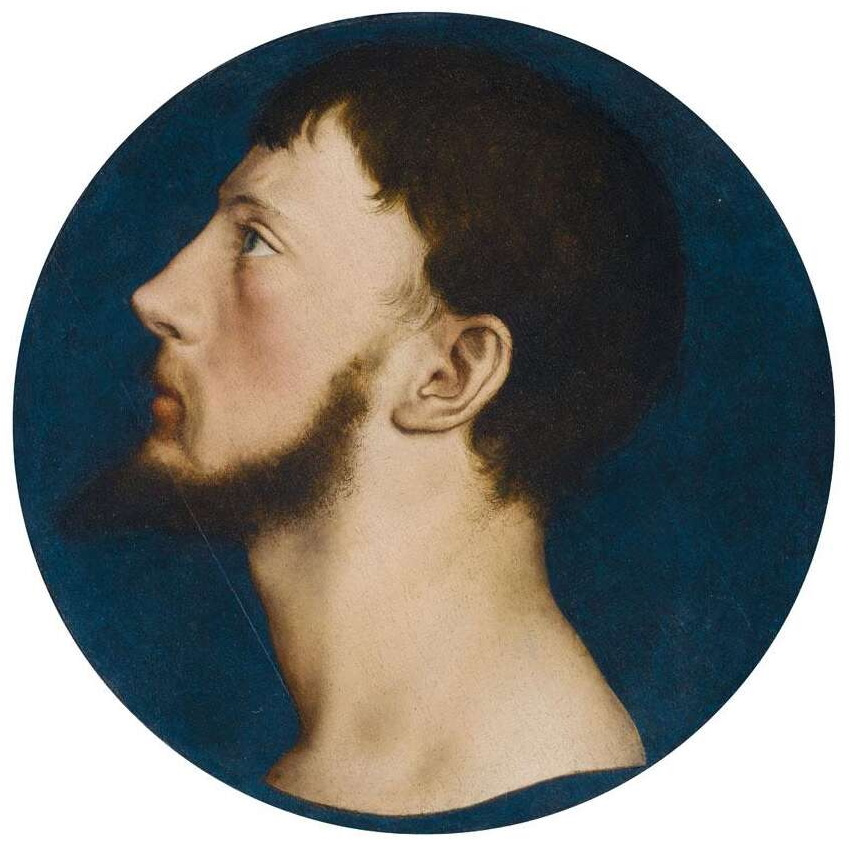
Retrato de Sir Thomas Wyatt, um dos líderes da Rebelião de Wyatt.

A Rebelião de Wyatt foi uma revolta popular na Inglaterra em 1554, nomeada em alusão a Thomas Wyatt, um de seus lideres. A rebelião se iniciou devido a preocupação com a posição da rainha Maria I de se casar com Felipe II da Espanha, a qual era impopular entre os ingleses. Um dos objetivos da rebelião era destronar a rainha Maria, mesmo que isso não tenha sido formalmente declarado.